# Hernando Casanova
Hernando Casanova Escobar, conocido como El Culebro Casanova (Neiva, Huila, 21 de abril de 1945 - Bogotá D. C., 24 de octubre de 2002), fue un actor, director, cantante y presentador colombiano de cine y televisión. Es considerado uno de los precursores de la comedia y uno de los actores más importantes en la historia de Colombia. Su versatilidad como actor lo llevó a convertirse en uno de los máximos íconos no solo del humor, sino también del drama. Fue considerado, durante el apogeo de su carrera, como el mejor actor de Colombia. A lo largo de su carrera recibió múltiples reconocimientos por sus logros artísticos, entre los que se destacan su nominación como actor revelación en los premios Ondra de España y el premio a mejor actor dramático en los APE.
Hernando Casanova se inició como cantante en el Club del Clan (1966), donde formó parte de la primera generación del rock colombiano, y luego debutó como actor con un breve papel en la telenovela Cartas a Beatriz (1969). Su carrera tomó impulso posteriormente, y obtuvo reconocimiento nacional por su papel de Hernando María de las Casas en el seriado Yo y tú (1975), de Alicia del Carpio. Alcanzó la cima del éxito con su personaje Eutimio Pastrana Polanía en el seriado Don Chinche (1982), de Pepe Sánchez, donde, alimentado por la idiosincrasia de su pueblo huilense, se convirtió en una de las figuras más representativas e influyentes en la historia de la televisión colombiana.
 Así mismo Casanova fue pionero en el formato de sketches al dirigir, escribir y actuar en Los Meros Recochan Boy’s, una sección del exitoso programa El Show de Jimmy (1976-1993) de Jimmy Salcedo. Entre otros de sus roles más notables se incluyen Salomón en Embrujo Verde (1977), su participación protagónica en Farzán (1983), como presentador en El tiempo es oro, su pueblo gana (1986), Wilson Rodríguez en El pasado no perdona (1991), Yardinis Murillo en Perro Amor (1998) y Vicente Secretario en Amor a mil (2001-2002). En el cine, Casanova fue el actor insignia del cineasta chileno Dunav Kuzmanich, llegando incluso a nombrarlo como "el mejor actor colombiano de todos los tiempos". Casanova actuó en películas como Canaguaro (1981), La agonía del difunto (1982), Mariposas S.A (1986) y Apocalipsur (2007).
En 2015 sus hijos empezaron la producción de un largometraje documental sobre su vida titulado El Culebro: La historia de mi papá. La película cuenta la vida del actor desde la perspectiva de su hijo menor, Nicolás Casanova. Se estrenó el 20 de septiembre de 2017 en Eureka Festival Universitario. El documental recibió críticas favorables y tuvo gran acogida generalizada por parte del público colombiano, recalcando su importancia histórica. Posteriormente, la película fue emitida en el programa Entre Ojos de Caracol Televisión, convirtiéndose en el programa más visto de su franja ese día. Así como su estreno en los Estados Unidos en octubre de 2022. Además, se llevó a cabo El Culebro: La exhibición, una muestra de fotografías, videoclips, reconocimientos y vestuarios de los personajes de Casanova en la casa del Huila de Bogotá.
La polémica vida privada que tuvo Casanova recibió mucha atención. Sus fiestas, desorden y excesos lo llevaron a sufrir cuadros de depresión y ansiedad. Estuvo casado en dos ocasiones y tuvo cinco hijos. Falleció el 24 de octubre de 2002 a causa de un infarto fulminante en la fundación Cardioinfantil de Bogotá. Su muerte fue de conmoción nacional y es considerada una pérdida invaluable en el mundo del entretenimiento colombiano.

## Primeros años
Casanova proviene de una familia humilde, hijo de Blanca Casanova quien le dio su apellido puesto que su padre no lo reconoció legalmente. Casanova asistió al colegio Santa Librada en Neiva. Cursó hasta noveno grado y abandonó los estudios. A los dieciséis años ingresó al Ejército Nacional de Colombia a la Infantería de marina. Realizó con los soldados varias obras teatrales, musicales y pasarelas. Sin embargo, a los dos meses y prestando servicio en Buenaventura, desertó. Al poco tiempo se entregó y fue trasladado a Bogotá para realizar un curso de suboficiales. En su estadía en el ejército, logró ser campeón de lucha olímpica y boxeo peso pluma en la unidad de ingenieros militares. Más tarde, se instaló en Yaguará, Huila, para trabajar como profesor de educación física de estudiantes de quinto de primaria.
Desde muy pequeño, Casanova mostró fascinación por el mundo del entretenimiento. Realizando varias obras en su colegio en Neiva, entre ellas una obra sobre Adán y Eva, donde Casanova interpretó el papel de Eva. Con once años, se escapaba del colegio para unirse al circo o participar en el programa Ondas del Huila de RCN donde cantaba en las noches. También, participó en un programa radial llamado El Mundo infantil donde dramatizaba historias basadas en hechos reales. Posteriormente, Casanova se unió a la compañía de teatro de Carlos Emilio Campos. Su debut como actor ocurrió en su natal Neiva, en medio de una disputa entre un actor y Carlos Campos. El actor renunció y fue Casanova quién lo reemplazó. Después de esto, recorrió el país con la compañía de teatro. Hernando Casanova nunca tomó clases de arte dramático, pero fue un ávido consumidor de cine y estaba convencido de que se podía aprender mucho en las salas de cine.

## Carrera en la televisión

### Década de 1960
Hernando Casanova emigró de su natal Neiva a Bogotá en 1964 y fue en el programa El Club del Clan donde se probó como cantante. El programa de radio —que luego pasó a la televisión— se dedicaba a impulsar nuevas figuras juveniles musicales. Casanova se presentó en 1965, y después de intentar en reiterativas oportunidades, logró entrar al programa. Allí compartió con las nuevas promesas nacionales de la música, como Claudia de Colombia, Billy Pontoni y Óscar Golden. El sueño de ser cantante se acabó pronto porque según Casanova, "la pinta y la voz de tarro no me dejaron". Por esa razón, empezó a ver a los actores y directores de la época en Inravision y después de que los libretos estuvieran en la basura, Casanova los recogía y caminaba aprendiéndoselos hasta llegar a su casa.
Luego de su fracaso como cantante, Hernando Casanova empezó a buscar oportunidades en la televisión y fue en 1969 cuando debutó en la telenovela Cartas a Beatriz, dirigida por Luis Eduardo Gutiérrez, que fue el primer director en darle pequeños papeles. «Me tocaba un larguísimo parlamento: solamente debía decir: "Aquí traigo esta carta". Y aunque era largo lo que debía decir, tuve un temor tremendo pero, al fin y al cabo, salí adelante», afirmó Casanova sobre su primer papel. Para finales de esta década, Hernando Casanova deja su aspiración para ser cantante, y ahora empieza una carrera para convertirse en actor. 

### Década de 1970
Encontrada su verdadera vocación, la carrera televisiva de Hernando Casanova empezó a crecer a principios de los años 1970; y su trabajo en el seriado policiaco Cazo Juzgado, dirigido por Boris Roth, en el que interpretó varios papeles, principalmente de villano y sus apariciones en producciones como La Herencia y Una pareja con suerte, recibieron críticas positivas. Sin embargo, su primer papel importante lo consiguió en 1973, cuando empezó a trabajar con Alicia del Carpio, la española que auspiciaba como directora del seriado más exitoso de ese entonces,Yo y Tú. La serie era una comedia de situación que se centraba en la vida de una familia de clase media bogotana. En primera instancia, Alicia del Carpio contrató a Casanova para trabajar dentro de los labores administrativos del seriado, siendo el encargado del tráfico de los comerciales, dado que era el jefe de medios de la programadora y asistente de dirección. Más tarde, Hernando Casanova entró al elenco del seriado con un pequeño papel de barman, pero su actuación fue desafortunada. Sin embargo, Alicia del Carpio le dio otra oportunidad y así apareció Hernando María de las Casas, un insistente cobrador. El personaje se volvió uno de los más populares entre los espectadores del programa dándole reconocimiento nacional, poco después nació el apodo que se convirtió en su nombre artístico para el resto de su carrera. En una ocasión, gracias al desatino de un actor en set al intentar llamar a “el de las culebras”, lo llamó “El Culebro”. A raíz de ese personaje, Hernando Casanova fue nominado en la categoría actor revelación en los premios Ondra de España, compitiendo contra dos compañeros de la serie, Carlos Benjumea y Pepe Sánchez, siendo este último, el ganador de la estatuilla.

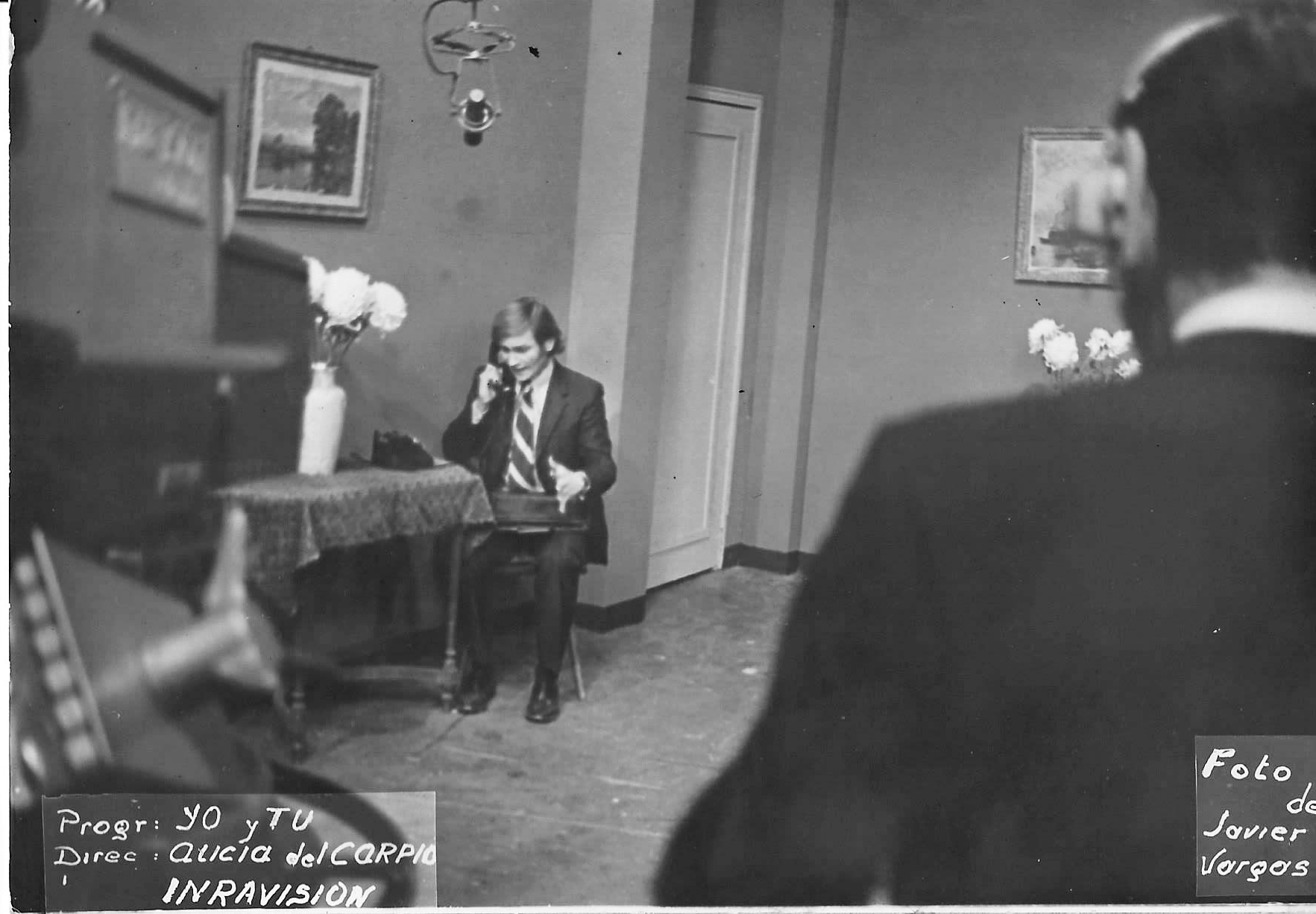
Hernando Casanova en su personaje de Hernando María de las Casas "El Culebro" en Yo y Tú

Para 1975 la relación entre Hernando Casanova y Alicia del Carpio se tornó tensa debido a reiterados enfrentamientos entre ambos. Para agosto de este año, Alicia del Carpio lo había alejado de los cargos administrativos y del elenco. Por eso, Casanova tomó la decisión de abandonar su papel en Yo y Tú para interpretar a un personaje nuevo en el seriado La Mala Hora, basado en la novela homónima de Gabriel García Márquez. Este papel suponía unos cambios físicos en el actor, por lo que arruinaría la continuidad del programa de Del Carpio, con este gesto Hernando Casanova daba por terminado el personaje de Hernando María de las Casas, incluso Casanova veía en La Mala Hora su consagración como actor. Sin embargo, luego de la grabación de uno de los episodios, Hernando Casanova sufrió un accidente automovilístico en Purificación, Tolima del cual se salvó de milagro y en el cual perdió la vida el actor Guillermo Gálvez. Esto lo condujo a una fuerte depresión, además de producirle severas lesiones, fracturas y una cicatriz que casi le corta el rostro por la mitad. Hernando Casanova recibía visitas constantes de sus compañeros, entre ellos Franky Linero y Fernando González-Pacheco para ayudarlo a salir de la crisis. El automóvil que había sufrido el siniestro era propiedad del actor y cuyos fiadores eran Alicia del Carpio y Fernando González-Pacheco, por lo que la directora española mantuvo a Casanova en el elenco para garantizar los pagos. Finalmente, después de casi un mes de inactividad Casanova salió definitivamente del aclamado seriado.
Después del accidente y en los años consiguientes, Hernando Casanova retomó su carrera participando en comedias como Las señoritas Gutiérrez (1976) y Los Pérez somos así (1978), así mismo dramas históricos como El Caballero de Rauzán (1978), interpretando al mayordomo Boris, Manuelita Saenz (1978) haciendo el papel de Alcides de Mendoza y su coprotagónico en la adaptación de la novela de David Sánchez Juliao Cachaco, Palomo y Gato, producida por Caracol televisión. Hernando Casanova también participó en distintas obras de café concierto, presentándolas a lo largo del país en compañía de actores como Silvio Ángel, Cecilia Velasco, Fernando Corredor, Humberto Arango, Héctor Ulloa, Alí Humar y Fernando González-Pacheco, entre otros.
El trabajo realizado por Hernando Casanova durante toda la década llamó nuevamente la atención del director Luis Eduardo Gutiérrez, quien lo seleccionó para personificar a Salomón en el seriado sobre el mundo del negocio de las esmeraldas Embrujo Verde (1977). A pesar de que actores con más trayectoria como el caso de Julio César Luna fueron considerados para este personaje y a pesar del escepticismo inicial de la crítica, Gutiérrez eligió a Casanova y su trabajo le valió un premio APE por su interpretación como mejor actor dramático.
Durante la década de 1970 obtuvo dos nominaciones reconociendo su talento como actor, por sus interpretaciones en Yo y Tú y Embrujo Verde. Continuó actuando en diferentes producciones en esa década, convirtiéndose en un actor constantemente laureado por la crítica.

### Década de 1980
En 1982, Hernando Casanova coprotagonizó el seriado Don Chinche, Junto a Héctor Ulloa. La serie fue escrita y dirigida por Pepe Sánchez, e inspirado por el neorrealismo italiano desarrolló la serie que supuso avances técnicos y narrativos que transformaron la historia de la televisión colombiana para siempre. Don Chinche se escenificaba en las clases más populares de Bogotá, en donde la mayoría de la población estaba compuesta por migrantes que venían del campo con una marcada escasez de recursos. Era el retrato urbano fiel de una realidad que cualquiera podía ver en las calles pero que los medios habían ignorado, de allí partió su éxito, pero también fue fundamental el planteamiento de las situaciones, el humor, los diálogos y las caracterizaciones. Casanova interpretó a Eutimio Pastrana Polanía, un mecánico, socio de Don Chinche, buen hijo y eterno enamorado de Rosalbita, interpretada por la actriz Gloria Gómez. Pepe Sánchez conoce a Hernando Casanova durante las grabaciones de Yo y Tú, en ese momento era el opita con más protagonismo de la televisión, así que aprovechando su lugar de nacimiento y apelando a la naturalidad que buscaba, Sánchez escogió a Hernando Casanova para interpretar al personaje de dicho departamento. El personaje se convirtió en uno de los más emblemáticos de la historia de la televisión de Colombia, el crítico Ómar Rincón afirma que «En un programa en el que todos los personajes sobresalían, Hernando Casanova supo destacarse». Don Chinche, gozó de la preferencia de la crítica y del público desde su lanzamiento, convirtiéndose en uno de los programas televisivos más vistos en la historia de Colombia. Ha recibido varios reconocimientos y nominaciones, entre los que destacan seis premios India Catalina, donde sobresalen mejor serie humorística (1984), mejor historia y libretos (1986) y fue reconocido como el mejor programa del siglo XX en Colombia.

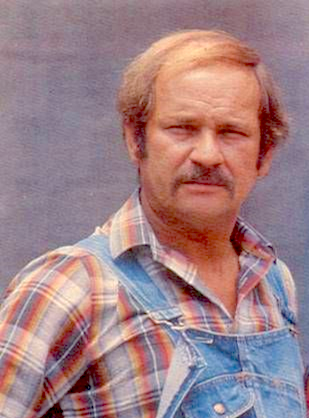
Hernando Casanova en su papel de Eutimio Pastrana Polanía.

Paralelamente, Hernando Casanova empezó a trabajar con el músico Jimmy Salcedo en El Show de Jimmy. Un exitoso programa musical que se caracterizó por alternar presentaciones de cantantes nacionales y extranjeros con sketches humorísticos, bajo el nombre de Los Meros Recochan Boys, cuyos libretos y dirección estaban a cargo de Hernando Casanova. Si bien Casanova empezó su trabajo en el Show en la década de 1970, fue hasta la década de 1980 que empezó a tener éxito entre los espectadores. Hernando Casanova fue el pionero en este formato de comedia en Colombia y de hacer grabaciones humorísticas en exteriores, cosa que no ocurría en ese entonces. Para 1986, la sección humorística era tan exitosa que se creó una serie derivada titulada, Musiloquisimo. Este nuevo programa escrito y dirigido por Hernando Casanova, heredó el concepto de Los Meros Recochan Boys y se adaptó a un formato de media hora.
Desde entonces, la trayectoria de Casanova fue muy regular. Desarrolló para RCN, Farsán, una parodia de la reconocida obra literaria de Edgar Rice Burroughs, en donde vivía desventuras en la selva, personificado con un taparrabo de leopardo, barriga fofa y un grito selvático en la cima del salto del Tequendama. Durante la grabación de un episodio, Casanova por poco se ahoga en el río Magdalena. Casanova siguió trabajando en distintas producciones a lo largo de la década con destacados directores como David Stivel, en Humor Imposible (1980), con Jorge Alí Triana, interpretando a Domingo Monteverde en Bolivar: el hombre de las dificultades (1981) y presentando el programa de concursos, El tiempo es oro, Su pueblo Gana, una adaptación colombiana del concurso alemánTelematch. Para esta época Hernando Casanova era considerado la superestrella de la semana en los canales de televisión de Colombia.
La década cerraría con Hernando Casanova en la cima del entretenimiento colombiano, pero una serie de eventos desafortunados afectarían gravemente su carrera. A principios de 1989, Don Chinche emitió su último episodio, dando por terminado su papel más icónico, seguido de la fatídica enfermedad de Jimmy Salcedo en octubre de ese año, al caer en un coma diabético que lo tendría postrado en una cama durante dos años, hasta su eventual muerte en octubre de 1992. Finalmente, la televisión colombiana sufriría una reestructuración que dio como resultado la privatización del medio. El presidente de la república de ese entonces, César Gaviria, argumentaba que el cambio era necesario pues se debían contemplar opciones diferentes, teniendo en cuenta que la inversión privada en televisión facilitará el acceso a satélites propios alimentados con programación nacional mientras que la televisión nacional, se asfixiaría con el mismo contenido. Sin embargo, el argumento opositor aseguraba que la libertad de los canales no contribuía con la democracia y que además disminuiría las producciones nacionales. En cualquier caso, el tipo de humor que manejaba Hernando Casanova no tenía cabida en los nuevos planes del gobierno para la televisión nacional.

### Década de 1990
La carrera de Hernando Casanova se desplomó a principios de los años 1990; y el cierre de la programadora Do Re Creativa, propiedad de Jimmy Salcedo, obligó a Casanova adaptarse las nuevas temáticas de la televisión colombiana, por eso sus trabajos se redujeron a telenovelas. Sin embargo, con El Pasado no perdona (1991), dirigida por Alfredo Tappan y escrita por Dago García, su nombre volvió a resonar momentáneamente, aunque Casanova se negó inicialmente a interpretar el papel, pues argumentaba que el público estaba condicionado a verlo únicamente en papeles cómicos. Cuando el director logró convencerlo, Hernando Casanova interpretó uno de sus personajes más recordados. Un hombre machista, vago y mantenido llamado Wilson Rodríguez. Dago García manifestó que la virtud de Hernando Casanova para interpretar el papel fue la versatilidad y el talento innato que tenía. Dado que Casanova supo matizar con humor, a un personaje puramente dramático.
En 1991, repitió su papel como Eutimio Pastrana Polanía en la serie derivada Doctor Don Chinche, que ante los bajos índices de audiencia, la producción optó por traer a Casanova, pero la serie no tuvo éxito y fue cancelada en 1991. Sin embargo, el papel icónico de Eutimio se mantuvo para una nueva serie derivada llamada Las Aventuras de Eutimio (1994), pero no tuvo éxito y fue cancelada en 1995.
A finales de los años noventa tuvo una aparición especial en el seriado Fuego Verde (1998), dirigida por Carlos Duplat. Casanova interpretó a Tito, uno de los villanos de la serie. Fuego Verde giraba en torno a la vida e historias de los señores esmeralderos. Además, se le presentó la oportunidad de interpretar a Yardinis Murillo, un tipo mandón, estricto, calvo, barrigón, bajito y medio ordinario pero bastante bondadoso, el dueño del restaurante Pillipollo, y padre de Verónica Yadira, interpretada por Ana María Orozco en Perro Amor (1998), escrita por Andrés Salgado y Natalia Ospina. Su aparición fue todo un acontecimiento y la producción fue galardonada posteriormente, como la mejor de Hispanoamérica.

Ni siquiera le hicimos casting, sino que lo llamamos. Tuve el honor de que los tres últimos papeles de su carrera los hizo en tres historias mías.
Andrés Salgado, sobre las últimas actuaciones de Hernando Casanova.

Su aparición en la novela, en un comercial para el servicio de comunicaciones 007 mundo de ETB y los comentarios de Martín de Francisco y Santiago Moure en El Siguiente programa fueron claves para el resurgir de su carrera artística. Así mismo, durante esa época, Casanova señaló que se encontraba trabajando en varias comedias, entre ellas una que se desarrolla en un consultorio médico.

### Década de 2000
A partir de la década de los 2000, sus intervenciones en el medio comenzaron a ser más esporádicas. Luego del éxito de Perro amor, Hernando Casanova actuó en la telenovela Se armó la gorda (2000), de Caracol Televisión. Casanova Interpretó a Justo Franco un operador de radio. La novela recurría a elementos innovadores como gráficos a manera de cómic, sin embargo no tuvo aceptación en el público y es considerado uno de los peores fracasos de la televisión Colombiana.
En el año 2001, Casanova formó parte del elenco de la novela ambientada en el mundo del automovilismo Amor a mil. El elenco incluía, entre otros, a Manolo Cardona, Patricia Vázquez y Julián Román. Casanova interpretaba a un mecánico llamado Vicente Secretario y sostenía una relación con Doña Julia, interpretada por Gloria Gómez, reviviendo las épocas de Don Chinche. La novela culminó su emisión en 2002 y había tenido éxito moderado. Durante los meses consiguientes, Hernando Casanova apareció como invitado especial en la parodia del reality del canal RCN Protagonistas de Novela, titulado Protagonistas de fuera de lugar, y actuó en varios episodios del seriado Historias de hombres, sólo para mujeres, del Canal Caracol. Uno de los episodios fue retransmitido después de su muerte, el 21 de noviembre de 2002.

## Carrera en el cine
Fue en la cinta de 1971 El Taciturno, donde Hernando Casanova debutó en el cine. La película dirigida por Jorge Gaitán Gómez fue uno de los primeros Wéstern colombianos y si bien contó con aclamados actores de la época, la película es considerada como un fracaso narrativo, técnico y taquillero. Durante esta década Hernando Casanova trabajaría en producciones como El Candidato (1978) de Mario Mitrotti y El Patas (1978) de Pepe Sánchez. Esta última película fue coescrita por el chileno Dunav Kuzmanich, nacería entonces una amistad entrañable entre el cineasta austral y Hernando Casanova. Esto se vería evidenciado en una serie de trabajos conjuntos entre ambos en la década siguiente. 

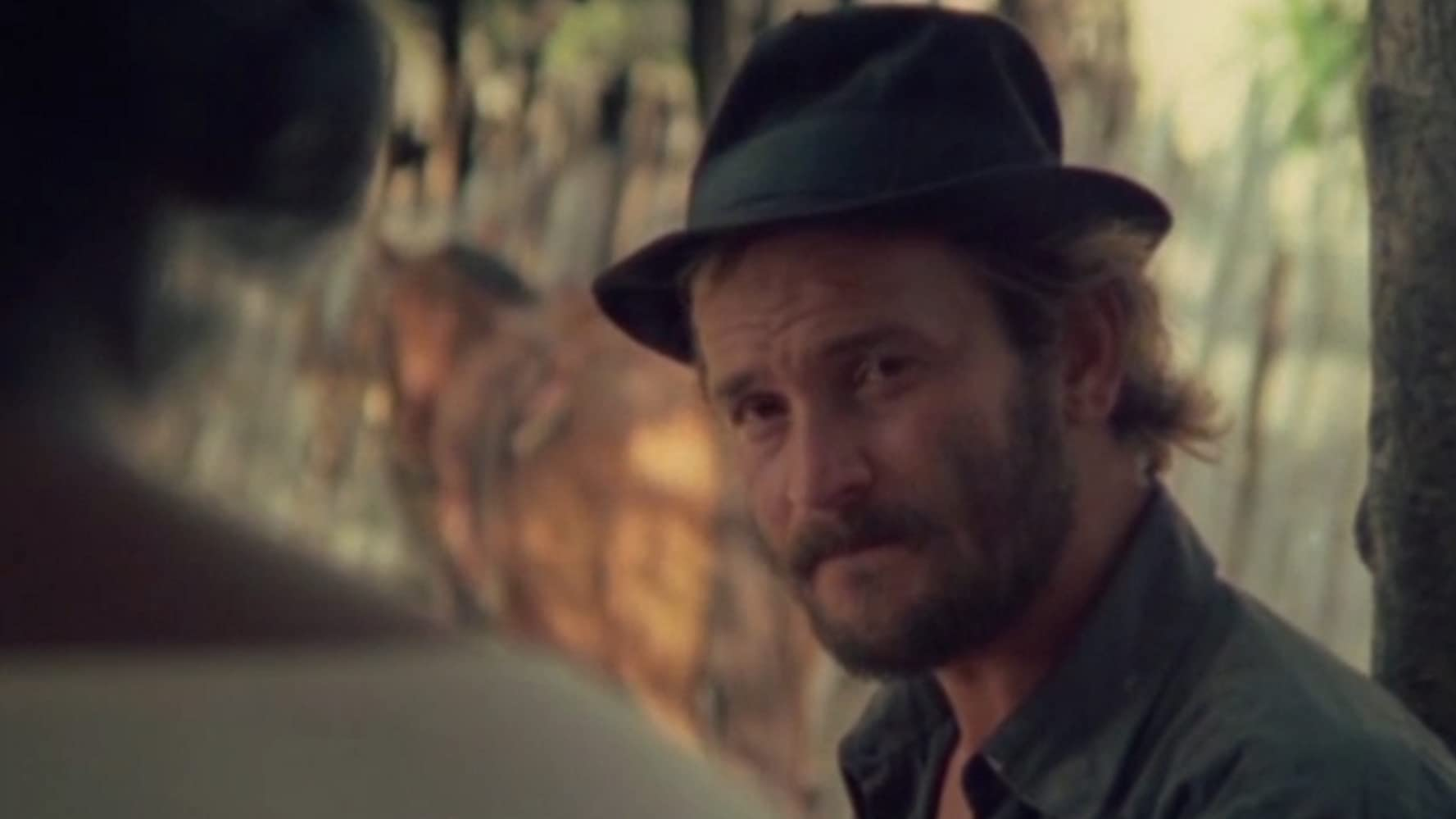
Hernando Casanova en Canaguaro (1981)

Toda la filmografía de Dunav Kuzmanich tienen varios elementos en común: sus temas, la posición que asumía frente a ellos, el compromiso ideológico, su concepción del lenguaje del cine y la presencia de Hernando Casanova, como su actor ícono, a quien consideraba un actor de gran talento y un entrañable amigo. Bajo la dirección de Kuzmanich Hernando Casanova mostró su faceta más dramática como actor. La primera película en la que Kuzmanich seleccionó a Casanova fue en Canaguaro (1981), un filme que relata la formación de la guerrilla de los Llanos Orientales, luego del asesinato de Jorge Eliécer Gaitán, y la forma como fue traicionada por los políticos y terratenientes liberales que supuestamente la respaldaban. Casanova interpretó al Profesor del pueblo y su actuación fue elogiada por la crítica pues mostró "una actuación balanceada" a pesar de sus raíces en papeles cómicos. También su interpretación se catalogó como "original, medida y convincente". La película fue exhibida en el teatro Jorge Eliécer Gaitán y duro tan sólo dos semanas después de su estreno. A pesar de gozar de buena acogida del público, salió de cartelera debido a censuras extraoficiales. Aun así, la película compitió en el Three Continents Festival (Francia) y obtuvo una Mención Especial del Jurado en el Festival Internacional del Nuevo Cine Latinoamericano (Cuba). Además, Luis Alberto Álvarez, el crítico de cine más importante de la segunda parte del siglo XX en Colombia afirmó que "El cine Colombiano es uno antes y después de Canaguaro, dado que Kuzmanich rompió la historia cinematográfica de Colombia en dos y no solo por la temática abordada, sino por el modelo de producción empleado". El filme es considerado de culto.
En 1982 Casanova interpretó a Benigno Sampués, un humilde campesino encargado de hacer los preparativos para el entierro del hacendado Agustino Landazábal, que finge su muerte porque se acerca una invasión de campesinos a sus tierras, quienes no solo vienen huyendo de la inundación de las suyas sino también con demandas y reclamos contra el hacendado. En la película La agonía del difunto, que es descrita como «desafortunada» probablemente por el origen teatral de la pieza, que limita el grueso de la acción a un solo espacio, a un par de protagonistas y a una única situación. Casanova menciona que el rodaje de esta película es el que recuerda con más cariño, puesto que allí tuvo un crecimiento como intérprete. Esto se debe a que compartió escena con uno de los actores que más lo influenciaron en su carrera, Julio Alemán. La película fue ganadora de dos premios en el Festival Internacional de Cine de Cartagena en su edición XX y recibió una Mención especial en el Festival Internacional de Cine de Salónica (Grecia).
En 1984 participó en Ajuste de Cuentas, interpretando a Eliécer uno de los miembros de una organización criminal. Esta cinta, si bien tiene como excusa argumental la práctica criminal a la que hace referencia el título, su verdadero interés es develar las relaciones entre la política y la institucionalidad con el narcotráfico, así como la consecuente violencia y corrupción que se da a todos los niveles. La película fue estrenada en la primera edición del Festival de Cine de Bogotá.
En 1985 protagonizó El Día de las mercedes, basado en los cuentos: 'Espumas y nada más" de Hernando Téllez, 'Aire turbio' de Antonio Montaña y 'Cadáveres para el alba' de Roberto Burgos Cantor. Casanova interpretó a Santiago Rodríguez Las Mercedes, el alcalde del pueblo que es derrocado por una cúpula militar que instaura un régimen en el pueblo, prohibiendo el cine al considerarlo subversivo y siendo este el desencadenante de una revuelta y medio pueblo es encarcelado. El día de la Virgen de las Mercedes, militares y reclusos se enfrentan en un partido de fútbol que ganan estos últimos.
En 1986 Casanova hizo parte del elenco de Mariposas S.A, la película cuenta la historia de un grupo de prostitutas que van de pueblo en pueblo ganándose la vida con su oficio, pero a cada lugar que llegan son sofocadas por las distintas autoridades que les exigen participación en sus ganancias. Casanova interpretó a Serrano, un personaje homosexual que hace parte del grupo de las prostitutas. La película fue estrenada 28 años después de su realización, en la edición 54 del Festival de Cine de Cartagena.

He hecho trece películas, el número de la mala suerte y por eso no me han vuelto a llamar para hacer otra (...) Siempre trabajo con Duni Kuzmanich, pero yo me desvinculé del cine porque siempre he pertenecido a la televisión.
Hernando Casanova, sobre sus actuaciones cinematográficas.

En 2002, Hernando Casanova reapareció en la gran pantalla para realizar un pequeño papel en lo que se convertiría su última película. Apocalipsur del director antioqueño Javier Mejía, tuvo la participación de Kuzmanich en el diseño de producción de la misma, por lo que significó un reencuentro entre ellos. La película se estrenó en 2007 debido a retrasos, pero eso no impidió que se convirtiera en un éxito para la crítica y el público en general, incluso llegando a convertirse en una película de culto. Apocalipsur fue parte de la selección del Marché du Film del Festival de Cannes (Francia), de esta manera, de forma póstuma Hernando Casanova apareció en las pantallas del festival de cine más importante del mundo.

## Fallecimiento
Durante un tiempo de inactividad a mediados de los 90 debido a que no había sido llamado actuar, Casanova desarrolló sedentarismo lo que lo llevó a tener problemas cardiovasculares. En 1998, durante las grabaciones de Perro Amor, Hernando Casanova sufrió un infarto múltiple y fue hospitalizado en Girardot. La producción había dispuesto una ambulancia y una enfermera permanente en el set, únicamente para sus cuidados. Debido a la mala alimentación, el sedentarismo, un problema de retención de líquidos y la depresión que Casanova acumuló desde principios de la década, su apariencia había cambiado de una figura atlética, a una persona con tendencia a la obesidad, casi irreconocible. Hernando Casanova no gustaba de los controles médicos y era negligente con sus cuidados. 

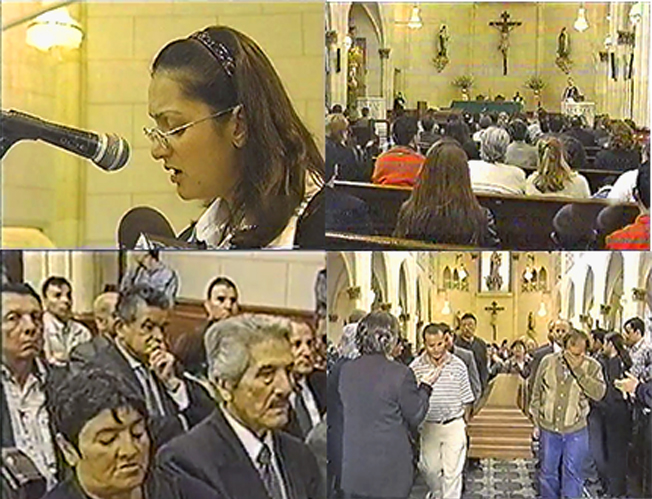
Sepelio de Hernando Casanova en la iglesia Santa Teresita de Bogotá.

El día 24 de junio de 2002, fue intervenido quirúrgicamente en la fundación Cardioinfantil de Bogotá. La cirugía consistía en el cambio de una de las válvulas de su corazón por una biológica. Antes de la cirugía, debido a que el pronóstico no era favorable, Casanova le pidió a sus hijas que si llegaba a verse limitado de sus habilidades por cualquier motivo, prefería morir a ser revivido. Además, en caso de fallecer, pidió ser cremado y que sus cenizas fuesen arrojadas al río magdalena. Casanova salió con vida del quirófano y empezó un largo y doloroso proceso de recuperación.  
A raíz de este episodio, Casanova empezó a cambiar sus hábitos de vida, estaba convencido de que el ejercicio era la solución para todos sus problemas de salud y en consecuencia, la demanda de trabajo aumentaría si se ponía en forma. En su afán por retomar a su trabajo, luego de las terapias del post quirúrgico, continuaba ejercitándose en su casa, extralimitando su corazón recién operado. 
El día 23 de octubre de 2002, a las 8:16 de la mañana, Hernando Casanova se encontraba montando bicicleta y se desmayó. Un policía y varios vecinos lo auxiliaron y fue transportado a la fundación Cardioinfantil. El médico dictaminó que la arritmia cardíaca que había sufrido se debía a que, posiblemente su cuerpo estaba rechazando la válvula. Luego de ser estabilizado, Casanova se negó a ser examinado u operado nuevamente, sin ser dado de alta, abandonó el hospital. Su cardiólogo, Gino Renato Bresciani le agendó una cita de control para las 9:00 de la mañana del día siguiente.
El 24 de octubre de 2002, alrededor de las 7:00 de la mañana, se encontraba con su hija mayor Adriana Casanova, y le manifestó que tenía dolor de cabeza. Casanova le pidió a su hija un vaso con agua y a continuación empezó a convulsionar. Los paramédicos, quienes llegaron varios minutos después, debido a que la ambulancia fue detenida en la entrada de la residencia, lo encontraron consiente, lo estabilizaron y lo trasladaron a la fundación Cardioinfantil de la ciudad de Bogotá. Pocos minutos después, en urgencias, el cuadro clínico de Casanova se complicó y perdió el pulso y la respiración, por lo que le aplicaron reanimación cardiopulmonar durante veinte minutos. Pero a pesar de los esfuerzos de los médicos fue declarado muerto faltando pocos minutos para las 9:00 de la mañana, a causa de un infarto. 
En funeral público de Casanova se celebró el 26 de octubre de 2002 en la iglesia Santa Teresita en la ciudad de Bogotá. A la ceremonia acudieron amigos, fanáticos y compañeros de trabajo como Pepe Sánchez, Héctor Ulloa, Waldo Urrego, Leonor González Mina, Fernando González Pacheco y Álvaro Lemon entre otros. Rocío Casanova dio un discurso, mientras que Claudio Soto, miembro de Los Meros Recochan Boys, le cantó. Sus cenizas estuvieron guardadas en la iglesia Santa Isabel de Hungría en Bogotá. Hubo conmoción nacional a raíz de su muerte.
El 27 de agosto de 2015, después de trece años de su fallecimiento y debido al rodaje del documental El Culebro: La historia de mi papá (2017), sus hijos Adriana, Rocío, Margarita, Juan Sebastián y Nicolás, arrojaron las cenizas de Hernando Casanova al río Magdalena cumpliendo así su último deseo.

## Vida personal
La vida personal de Hernando Casanova estuvo marcada con las precariedades de una familia humilde, aunque nunca le faltaron sus necesidades básicas, tenía cinco hermanos, producto de tres relaciones sentimentales de su madre. Aunque nunca salió a la luz pública, Casanova mantuvo una relación nula con su padre, quien nunca le reconoció. Algunos testimonios no confirmados apuntan a que desde edad temprana le gustaba coquetear con las mujeres en las bodegas del barrio obrero donde vivía, aseguraban que era un joven apuesto, descarriado, holgazán y hasta bravucón. Pero siempre buscando un espacio para figurar en los medios de comunicación.
Casanova estuvo casado en dos oportunidades. Su primer matrimonio fue en 1969, con Elsa Ruíz. Ambos se conocieron en Televisión Limitada, el estudio donde se llevaba a cabo las grabaciones del Club del Clan. Tuvieron tres hijas, Adriana (fallecida en 2019), Rocío y Margarita. Debido a la ausencia en el hogar por su trabajo, y los excesos propios de la década de los ochenta, tales como abuso de drogas, alcohol y relaciones extramatrimoniales culminó con su divorcio en 1984. Durante las grabaciones de Don Chinche, conoció a quién sería su segunda esposa, la periodista Gilma Sampayo. La pareja se casó en 1992, en Ureña, Venezuela. Tuvieron dos hijos, Juan Sebastián y Nicolás.
En 1992 vivió una de sus más grandes tragedias personales. La muerte de Jimmy Salcedo significó el final de la vida de uno de sus más entrañables amigos y su futuro laboral quedó en la incertidumbre. Esto derivó a problemas depresivos e incluso contempló el suicidio. En la sociedad de su época, a veces la gente pensaba que ambos eran homosexuales, pero lo cierto es que siempre fueron muy buenos amigos. La dupla fue una de las más importantes para el desarrollo de la televisión colombiana. También sostuvo una amistad entrañable con Héctor Ulloa, sus personajes eran amigos dentro y fuera de la pantalla chica. Ambos desarrollaban actividades fuera de la pantalla para mejorar sus aptitudes como actores. Ulloa lo recordaba como el complemento perfecto en su etapa más brillante de su carrera.
En sus últimos años, Casanova descuidó su salud y se enfermó gravemente. Atribuía su precario estado de salud a la escasez de trabajo en ese momento.

## Personalidad
Hernando Casanova tenía varias facetas muy marcadas en su personalidad. Era un hombre carismático, gracioso y creativo, a veces neurótico. Nunca olvidó sus orígenes humildes, por lo que era una persona que se conmovía con facilidad. Su familia lo ha descrito como una persona divertida y cariñosa, aunque malhumorado. Sus amigos más cercanos lo describían como un amigo entrañable y leal. Durante la década de los ochenta se hizo célebre por sus excesos, propios de la época, por lo que fue fiestero. Aun así, se describía como una persona tranquila y pacífica. Aborrecía la brusquedad y la patanería. En sus últimos años, Hernando Casanova desarrolló una personalidad depresiva y caprichosa.

## Legado
Debido al contraste entre su estrellato y su polémica vida privada, Casanova está estrechamente vinculada a debates más amplios sobre fenómenos modernos como los medios de comunicación, la fama y la cultura de consumo. El periodista Jorge Patiño señaló «No eran tiempos mejores, ni es cuestión de romantizar a un país parroquial y sin decodificadores para ver cien canales de varias partes del mundo. Simplemente, Hernando Casanova se convirtió en ídolo en un momento en que la atención estaba menos dispersa y había una ausencia total de teléfonos con pantalla, los mismos desde los cuales se pueden ver hoy en día sus videos». La popularidad duradera de Casanova está vinculada a su imagen pública en conflicto. Por un lado, sigue siendo un referente de la comedia, un icono de la actuación y una de las estrellas más famosas de Colombia. Por otro lado, también es recordado por su polémica vida privada y su lucha por el respeto profesional.    
Es considerado uno de los artistas más influyentes de la historia de Colombia, dentro de la industria del entretenimiento, personalidades lo han citado como tal, es el caso de Nelson Polanía, Martín de Francisco, Santiago Moure, Santiago Rodríguez, Andrés Salgado, Julián Arango, y al pionero del stand-up comedy en Colombia Andrés López. Incluso ha mencionado en varias oportunidades a Hernando Casanova como su gran influencia en la creación de su insignia, La pelota de letras. Entre muchos otros personajes, han reconocido la importancia de Casanova en la historia de Colombia y han sido influenciados de alguna forma por él, Víctor Gaviria, el aclamado director de cine dijo acerca de esto «El destino de Hernando Casanova era entrar en la vida de los Colombianos». El periodista Andrés Ríos describió a Casanova como «Un ídolo, está en el olimpo de los grandes de este país.» y «un genio». El periódico El Tiempo citó a Casanova como «un mito». Por su lado, el diario El país de Cali señaló que «Hernando Casanova es una leyenda de la televisión» Cientos de ensayos y libros mencionan a Casanova, ha sido inspiración para canciones, poemas y arte gráfico. Los dichos y palabras de su personaje Eutimio Pastrana Polanía, hacen parte del imaginario de toda una generación y son claves para la idiosincrasia del departamento del Huila. A menudo Casanova es comparado con Benny Hill, Andy Kaufman, los Monty Python y Ramón Valdés. Por eso es considerado «El último rockstar colombiano».

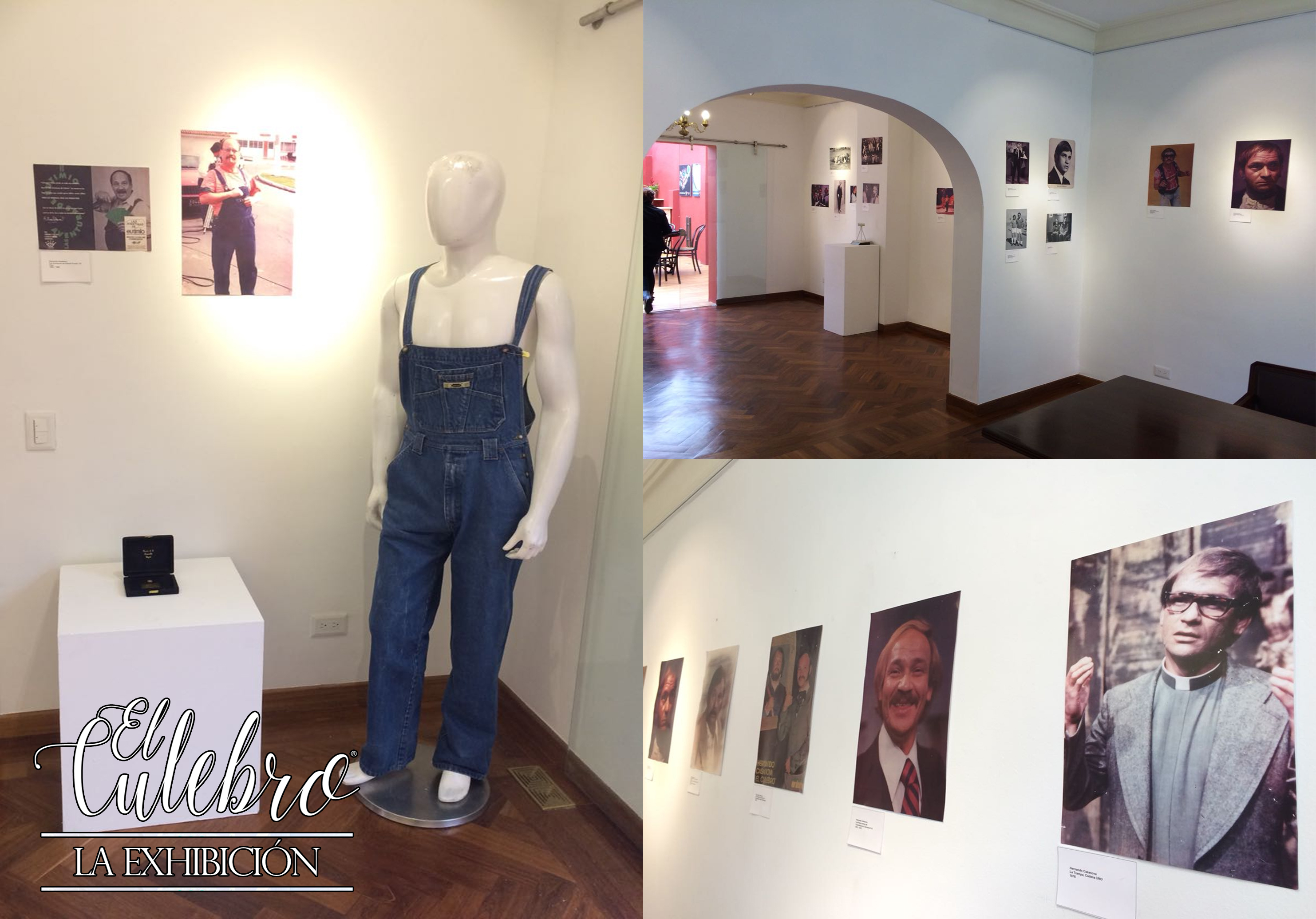
Exhibición de fotografías, vestuarios y memorabilia de actor.

Después de su muerte, sus hijos empezaron la producción de un documental para rescatar su memoria. El documental titulado El Culebro: La historia de mi papá, dirigido por su hijo menor, Nicolás Casanova, explora y reconstruye la vida de su padre en las múltiples facetas de su vida artística, en perspectiva a su vida como figura paterna. El documental fue estrenado el 21 de septiembre de 2017 en la Universidad Jorge Tadeo Lozano y tuvo lleno total. El documental recibió comentarios positivos y se convirtió en uno de los programas más visto durante su emisión en Caracol Televisión el 15 de diciembre de 2018. Posteriormente tuvo su estreno en los Estados Unidos por motivo del aniversario 20 del actor. El trabajo de Nicolás Casanova como director también fue laureado, incluso fue considerado uno de los directores bogotanos destacados ese año. Además, el documental generó toda clase de especiales en televisión, radio, artículos de prensa reivindicando la importancia de Hernando Casanova para la cultura huilense y para la historia de la televisión colombiana. En 2017, a propósito del aniversario número quince de Casanova, se organizó en La casa del Huila en Bogotá, una exhibición denominada El Culebro: La exhibición, allí se presentaron fotografías, videoclips, reconocimientos y vestuarios de sus personajes. La exhibición estuvo habilitada al público del 24 de octubre, al 3 de noviembre.
En la era digital su legado se ha mantenido y su presencia en las principales redes sociales ha sido importante por mantener vigente la vida de Hernando Casanova y de las producciones en las que participó. Incluso sus vídeos con Los Meros Recochan Boys y los episodios de Don Chinche, son unos de los temas con más búsquedas en internet. Así mismo, las campañas de entidades como el Patrimonio fílmico colombiano y RTVC han permitido la restauración de seriados y películas donde Hernando Casanova participó.
Durante la emergencia sanitaria mundial, causada por el COVID-19, se produjo una serie de entrevistas contando anécdotas e historias con los miembros sobrevivientes de Los Meros Recochan Boys, Claudio Soto, Wilson Viveros y Willy Newball, bajo la dirección de Nicolás Casanova, y un invitado especial cada episodio. El programa se llamó 'The Recochan Show'. Adicionalmente, se lanzó por primera vez en formato digital Recochan Hits, un álbum recopilatorio de las canciones de Los Meros Recochan Boys.

### Influencia cultural
El Culebro Casanova es mencionado en la telenovela del Canal RCN, Los Reyes y en el seriado de Canal Caracol, Pecados Capitales; Una barra del equipo de fútbol Atlético Huila lleva el nombre "¡Buen Primor!" una frase icónica de su personaje Eutimio Pastrana Polanía también usada por Jaime Garzón en su personaje de Dioselina Tibaná en su programa ¡Quac! El noticero. 
El grupo de punk Colombiano Odio a Botero menciona a Casanova en su canción Fuck The Tomba, cuyo coro dice: "Al Culebro Casanova, lo mató la CIA, el FBI y el KGB...". La agrupación tropical-experimental Romperayo también ha citado a Hernando Casanova como inspiración en sus trabajos musicales.

## Filmografía

### En televisión
| Año         | Programa de televisión                                             | Personaje                      | Notas                                                                                                   |
| ----------- | ------------------------------------------------------------------ | ------------------------------ | --- |
| 2024        | Especiales Caracol: 70 años de la Televisión                       | Varios Personajes              | Material de Archivo                                                                                     |
| 2020        | República de Comedia                                               | Él mismo                       | Material de Archivo - Episodio 03                                                                       |
| 2020        | Yo, José Gabriel Inolvidable                                       | Él mismo / Yardines Murillo    | Material de Archivo - Episodio 40 Don Chinche, Laura Pausini, Gregorio Pernía                           |
| 2019        | Los Informantes                                                    | Él mismo                       | Material de Archivo - Episodio 292 'Todo por mi madre / Suso, el Dani / Las vidas del Culebro Casanova' |
| 2019        | Expediente Final                                                   | Él mismo                       | Material de Archivo                                                                                     |
| 2016        | Simplemente Pacheco                                                | Él mismo                       | Material de Archivo                                                                                     |
| 2015        | Colombia en el espejo: 60 años de la Televisión                    | Él mismo                       | Material de Archivo                                                                                     |
| 2002        | Protagonistas de fuera de Lugar                                    | Él mismo                       | Actuación Especial                                                                                      |
| 2002        | Historias de hombres, sólo para mujeres                            | Varios personajes              | Actuación Especial - 3 episodios                                                                        |
| 2002        | Y por qué no?                                                      | Él mismo                       | Programa de entrevistas conducido por Alejandro Nieto y emitido por Canal Capital.                      |
| 2001 - 2002 | Amor a mil                                                         | Vicente Secretario             | |
| 2001        | Waku-Waku                                                          | Él mismo                       | |
| 2000        | Se armó la gorda                                                   | Justo Franco                   | |
| 2000        | Modestia aparte                                                    | Él mismo                       | Entrevista a Casanova, José Manuel Ospina y Fabiola Posada, dirigido por Azucena Liévano.               |
| 1999        | Francotiradores                                                    | Él mismo                       | Invitado                                                                                                |
| 1999        | Yo, José Gabriel                                                   | Él mismo / Yardines Murillo    | Mayo de 1999                                                                                            |
| 1999        | Crónicas de Catre                                                  | Varios personajes              | 2 Episodios                                                                                             |
| 1999        | En Vivo con Adriana y Darío                                        | Él mismo                       | Talk show con Adriana Arango y Darío Restrepo.                                                          |
| 1998        | Perro Amor                                                         | Yardines Murillo               | |
| 1998        | Gente                                                              | Él mismo                       | Seriado de mini-documentales de Señal Colombia.                                                         |
| 1998        | El siguiente programa                                              | Él mismo (Material de archivo) | Episodio especial Crítica a la Televisión Colombiana; Material de archivo.                              |
| 1997        | Fuego Verde                                                        | Tito                           | Actuación Especial                                                                                      |
| 1997        | El Teleteatro del domingo: Cómo casarse en 7 días                  | Porfirio                       | Bajo la dirección de Mario Sastre.                                                                      |
| 1996        | Charlas con Pacheco                                                | Él mismo                       | Especial nostalgia, noviembre de 1996.                                                                  |
| 1993–1995   | Las Aventuras de Eutimio                                           | Eutimio Pastrana Polanía       | Spin off de Don Chinche.                                                                                |
| 1991        | El pasado no perdona                                               | Wilson Rodríguez               | |
| 1991        | El Doctor Don Chinche                                              | Eutimio Pastra Polanía         | Spin off de Don Chinche.                                                                                |
| 1991        | Nostalgia                                                          | Él mismo                       | Programa de entrevistas conducido por Juan Harvey Caicedo                                               |
| 1989        | Bendita Mentira                                                    |                                | |
| 1986–1988   | Musiloquisimo                                                      | Varios papeles                 | Actor, guionista, letrista y director.                                                                  |
| 1987        | Me río de los martes                                               |                                | Junto con Alí Humar, se presentaba a las 10 p. m.                                                       |
| 1985–1987   | El Tiempo es oro, su pueblo gana                                   | Él mismo                       | Presentador del programa.                                                                               |
| 1983        | Farzán                                                             | Farzán                         | Varios papeles                                                                                          |
| 1982-1989   | Don Chinche                                                        | Eutimio Pastrana Polanía       | En toda la serie                                                                                        |
| 1976-1993   | El show de Jimmy                                                   | Varios papeles                 | Actor, guionista y director de "Los Recochan Boys"                                                      |
| 1984        | Sabariedades                                                       | Él mismo                       | Programa de concursos de la programadora coestrellas                                                    |
| 1982        | El Esmeraldero                                                     | -                              | |
| 1982        | Cuánto vale su actuación                                           | Él mismo (Jurado)              | Concurso de RCN, presentado por Fanny Mikey y dirigido por David Stivel.                                |
| 1982        | Juanita                                                            | -                              | Telenovela de Punch, dirigida por Roberto Reyes.                                                        |
| 1981        | La tía Julia y el escribidor                                       | -                              | |
| 1981        | Revivamos nuestra historia: Bolívar, el hombre de las dificultades | Domingo Monteverde             | |
| 1981        | La aldeana                                                         | -                              | Telenovela de Punch, dirigida por Jairo Soto.                                                           |
| 1980        | Humor Imposible                                                    | -                              | Bajo la dirección de David Stivel                                                                       |
| 1980        | Las dos huerfanitas                                                | -                              | |
| 1979        | Mujercitas                                                         | -                              | |
| 1979        | El Cuento del domingo: Bola de sebo                                | -                              | Dirigido por Bernardo Romero; Basado en el cuento Boule de Suif del autor francés Guy de Maupassant.    |
| 1978        | Manuelita Sáenz                                                    | Alcides de Mendoza             | |
| 1978        | Los Pérez Somos así                                                | -                              | - |
| 1978        | El caballero de Rauzán                                             | Boris                          | - |
| 1978        | Teatro popular Caracol: Cachaco, Palomo y Gato                     | Gato                           | - |
| 1977        | Embrujo Verde                                                      | Salomón                        | Ganó el premio a mejor actor en los APE                                                                 |
| 1977        | Puerta Al Suspenso                                                 | -                              | - |
| 1976        | Las señoritas Gutiérrez                                            | -                              | |
| 1976        | Teatro Popular Caracol: Después nos divorciamos                    |                                | |
| 1976        | La Trampa                                                          | -                              | - |
| 1976        | Aroma de Secreto                                                   | Turco                          | - |
| 1976        | Memorias Fantásticas                                               | -                              | - |
| 1976        | Una pareja con suerte                                              | -                              | - |
| 1976        | El gran musical                                                    | Él mismo                       | Programa musical de RCN conducido por Álvaro Ruíz y Fernando González Pacheco.                          |
| 1975        | La Mala Hora                                                       | -                              | |
| 1975        | La Suicida                                                         |                                | |
| 1974        | La enemiga                                                         |                                | |
| 1973        | Sábados felices                                                    | Varios personajes              | |
| 1973        | La Herencia                                                        | -                              | - |
| 1973        | La Rosquilla                                                       | -                              | - |
| 1973 - 1975 | Yo y tú                                                            | Hernando María de las casas    | |
| 1972        | Caso Juzgado                                                       | -                              | - |
| 1971        | Una vida para amarte                                               |                                | |
| 1969        | Cartas a Beatriz                                                   | -                              | |
| 1969        | Vespertina Dominical                                               | Él mismo                       | Programa presentado por Álvaro Ruíz                                                                     |
| 1966        | El Club del Clan                                                   | Él mismo                       | |

### En cine
| Año  | Título                             | Director           | Personaje                       | Notas |  |
| 2017 | El Culebro: La historia de mi papá | Nicolás Casanova   | Él mismo                        | Material de Archivo |  |
| 2014 | Duni                               | Javier Mejía       | Él mismo                        | Material de Archivo |  |
| 2007 | Apocalipsur                        | Javier Mejía       | El Papíto                       | Actuación Especial; La película se estrenó cinco años después de la muerte de Casanova. |  |
| 1986 | Mariposas S.A.                     | Dunav Kuzmanich    | Serrano                         | - |  |
| 1985 | El Día de las Mercedes             | Dunav Kuzmanich    | Santiago Rodríguez Las Mercedes | |  |
| 1984 | Ajuste de cuentas                  | Dunav Kuzmanich    | Eliazar                         | |  |
| 1982 | La agonía del difunto              | Dunav Kuzmanich    | Benigno Sampués                 | Película ganadora de Mejor Fotografía, en el Festival de Cine de Cartagena en su edición XXII, premio FOCINE a mejor montaje y fotografía; Mención de honor en el Festival de Cine de Salónica en Grecia en su edición XI |  |
| 1981 | Canaguaro                          | Dunav Kuzmanich    | Profesor                        | Mención especial del jurado en el tercer Festival Internacional del Nuevo Cine Latinoamericano de La Habana, Cuba. |  |
| 1980 | Cien años de infidelidad           | Eduardo Sáenz      | -                               | |  |
| 1978 | El candidato                       | Mario Mitrotti     | -                               | |  |
| 1978 | El Patas                           | Pepe Sánchez       | -                               | |  |
| 1971 | Taciturno                          | Jorge Gaitán Gómez | -                               | |  |

### En Radio
| Año         | Programa de Radio | Personaje                | Notas |
| ----------- | ----------------- | ------------------------ | --- |
| 2001 - 2002 | Al aire           | él mismo                 | El 4 de agosto de 2001 se emitió por primera vez este programa radial de variedades. El programa estuvo a cargo de la periodista Azucena Liévano junto a Gilma Sampayo. Casanova hizo una sección llamada "Casos y cosas de Casanova". |
| 1983 - 1984 | Chincherias       | Eutimio Pastrana Polanía | El 21 de febrero de 1983, de lunes a viernes, entre las 2:30 y las 5:30 de la tarde, RCN empezó a transmitir Chincherías, un programa de radio con don Chinche y Eutimio. El programa salió del aire al año siguiente.                 |

## Discografía
Hernando Casanova formó parte de la primera generación del rock en Colombia. El impacto que tuvo el Club del Clan ayudó a definir "prácticas, hábitos y estética que transformaron la juventud de los colombianos en los años sesenta". La discografía de Casanova tiene inicio durante la época de El Club del Clan, en dónde compuso algunas canciones que incluso, fueron reescritas para ser utilizadas varios años después en El Show de Jimmy. A inicios de los años ochenta, R.T.I Producciones y Discos Orbe produjeron el disco Romántico También, con el fin de promocionar Don Chinche. El disco está cantado en su mayoría por Héctor Ulloa, con la colaboración de Casanova y Gloria Gómez en algunas canciones. Posteriormente Casanova escribió algunas canciones como Ay Amor, compilada en el álbum Ahora Sí! del grupo de salsa Contraste. Y ese mismo año, El mantenido interpretado por la orquesta Los Tupamaros del álbum Ganadores. Un extracto de esta canción apareció en la película Mariposas S.A de Dunav Kuzmanich y fue interpretada por Casanova. De igual forma, se modificó la letra de la canción para los spots publicitarios de Las Aventuras de Eutimio. 
En 2020, se lanzó un álbum recopilatorio de Los Meros Recochan Boys, titulado Recochan Hits, este fue el primer lanzamiento relacionado con la agrupación liderada por Hernando Casanova. El álbum fue recibido con sorpresa y emoción, recalcando la nostalgia del producto.

## Premios y reconocimientos

### Ondra
| Año  | Categoría        | Película o Seriado | Resultado |
| ---- | ---------------- | ------------------ | --------- |
| 1973 | actor revelación | Yo y tú            | Nominado  |

### APE
| Año  | Categoría   | Película o Seriado | Resultado |
| ---- | ----------- | ------------------ | --------- |
| 1977 | Mejor actor | Embrujo Verde      | Ganador   |

### Festival de cine de Oriente
| Año  | Categoría             | Película o Seriado | Resultado |
| ---- | --------------------- | ------------------ | --------- |
| 2018 | Trayectoria artística | Trayectoria        | Ganador   |

## Trivia
- A pesar de mencionar en repetidas ocasiones (a manera de chiste) que había nacido en el municipio de Campoalegre, Huila, en realidad Casanova nació en Neiva. Vivió en los barrios Los mártires, El altico y Las granjas. Su hijo confirmó esa versión en el aniversario de la muerte de Casanova, durante un especial en RCN radio.[145]
- La idea de "Los Meros Recochan Boys" nació durante la filmación de la película de El Patas (1978), Cerca al set, Casanova vio a dos borrachos cantando e inventando canciones que escribían en una hoja de papel, a pesar de que renegaban por cambiar la letra de la canción inexistente. El nombre de la agrupación por otro lado, lo puso Jimmy Salcedo y Hernando Casanova fue inspirada en los artistas de la época, tales como Los Golden Boys o Los Beach Boys.
- Hernando Casanova apareció o se le mencionó (en material de archivo) en varias oportunidades en La Tele y El Siguiente programa de Martín de Francisco y Santiago Moure.
- Hernando Casanova iba a ser parte del reparto de la novela La jaula, Andrés Salgado el libretista de la telenovela le escribió un personaje a Casanova, pero este falleció el 24 de octubre de 2002 en Bogotá.
- Hernando Casanova ganó en 1977 el premio APE como mejor actor en Embrujo Verde. Curiosamente Casanova nunca ganó un premio como comediante.
- Hernando "El Culebro" Casanova fue compañero de Rodrigo Lara Bonilla durante sus épocas de estudio en la primaria en Neiva.
- En la década de los 60s, Casanova escribió un cuento infantil pero nunca llegó a publicarlo.
- Hernando Casanova fue un acérrimo hincha de Millonarios Fútbol Club.
- Fue el animador del concierto de la agrupación de rock progresivo Ship, en el coliseo el salitre en 1983.